# Reflektor
Reflektor is het vierde studioalbum van de Canadese indieband Arcade Fire. Het werd uitgebracht op 28 oktober 2013. Het album werd mee geproduceerd door James Murphy van LCD Soundsystem en is onder andere geïnspireerd door Haïtiaanse rara-muziek en de film Black Orpheus. Op de cover staat een afbeelding van de sculptuur van Orpheus en Eurydice, gemaakt door Auguste Rodin.

## Opnames
De band begon met opnemen in Louisiana in 2011. Later verhuisden ze naar een Jamaicaans kasteel met de naam Trident, en werkten aan ongeveer 60 ideeën voor nummers.

The castle was built in 1979, or something, by this eccentric Jamaican dude who just wanted to hang out with royalty. And it kind of worked. After about five years he couldn't afford to pay the bill, so it had been sitting empty for many years. I met a dude who was planning on turning it into a hotel, so we just rented it off him for cheap and there was nothing in there. We brought in some beds and a piano and some gear. So it was like this pretty amazing vibe, because you're like, "This is an actual old castle."Het kasteel was gebouwd in 1979 of zo, door een excentrieke Jamaicaan die gewoon met de adel wou uithangen. En het werkte een beetje. Na zo'n vijf jaar kon hij het zich niet meer veroorloven om de rekening te betalen, dus het had lange tijd leeggestaan. Ik heb iemand ontmoet die een hotel van het kasteel wou maken, dus we konden het goedkoop van hem huren en er stond binnen helemaal niets. We hebben er wat bedden, een piano en wat spullen gezet. Dat gaf een geweldige sfeer, omdat je je realiseert, "Dit is een echt oud kasteel."
— Win Butler, frontman

Het album is een dubbelalbum geworden omdat het zo lang werd. In principe zou het album net op één schijf passen (de hidden tracks niet meegerekend) maar de twee delen van het album zijn ook heel verschillend in stijl.

## Promotie

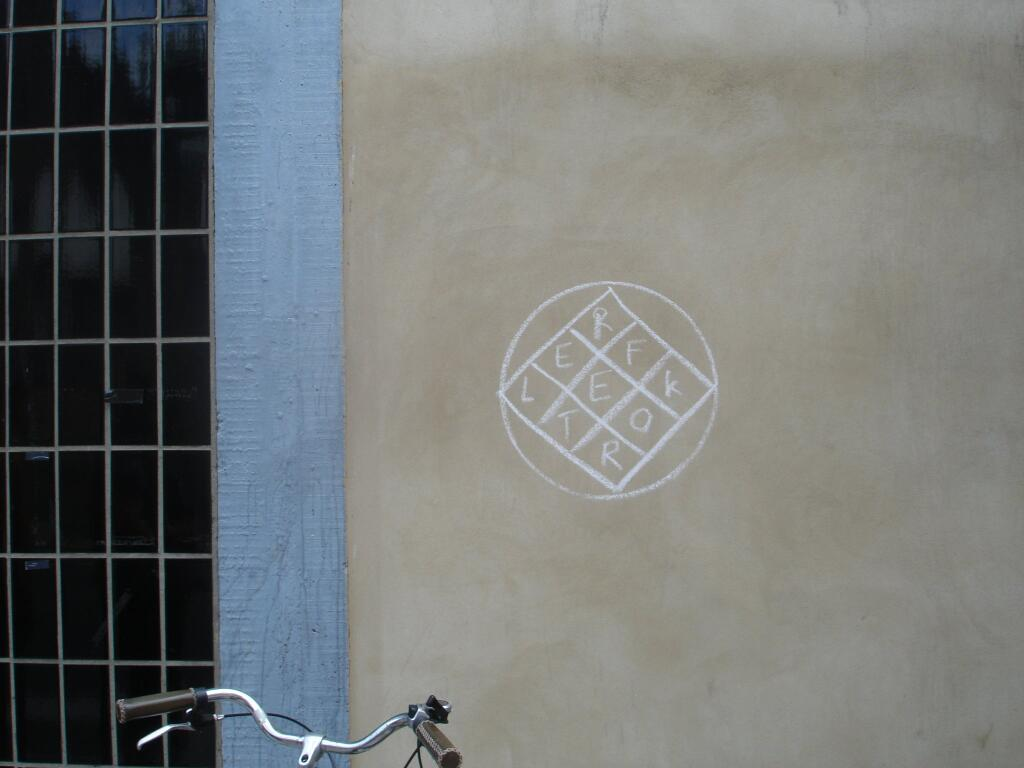
Het Reflektor-logo

Het album werd gepromoot door middel van guerrillamarketing. Begin augustus verscheen een cryptisch Reflektor-logo op muren over de hele wereld; op 26 augustus maakten Arcade Fire bekend dat zij erachter zaten. Dit gebeurde door middel van aankondiging op een muur in Manhattan, met de woorden "Arcade Fire 9pm 9/9". Op die datum bracht de band twee video's voor de titeltrack van het album uit.

## Tracklist
Voor het eerste nummer van cd 1 bevindt zich een pregap hidden track die 10:03 duurt en bestaat uit omgedraaide samples uit de nummers van de eerste schijf. Op cd 2 gebeurt hetzelfde, maar dan in de tweede helft van Supersymmetry.

| Nr. | Titel                     | Duur |
| --- | ------------------------- | ---- |
| 1.  | Reflektor                 | 7:34 |
| 2.  | We Exist                  | 5:43 |
| 3.  | Flashbulb Eyes            | 2:42 |
| 4.  | Here Comes the Night Time | 6:30 |
| 5.  | Normal Person             | 4:22 |
| 6.  | You Already Know          | 3:59 |
| 7.  | Joan of Arc               | 5:24 |

| 1.                 | Here Comes the Night Time II  | 2:51  |
| 2.                 | Awful Sound (Oh Eurydice)     | 6:13  |
| 3.                 | It's Never Over (Hey Orpheus) | 6:42  |
| 4.                 | Porno                         | 6:02  |
| 5.                 | Afterlife                     | 5:52  |
| 6.                 | Supersymmetry                 | 11:16 |
| Totale duur: 85:13 |                               |       |